# قداد كامبل
قداد كامبل (الاسم العلمي: Phodopus campbelli) هو نوع من الحيوانات يتبع جنس قداد حويصلي الساق من فصيلة الفأرية.